# Erlenbach bei Marktheidenfeld
Erlenbach bei Marktheidenfeld, Erlenbach b.Marktheidenfeld – miejscowość i gmina w Niemczech, w kraju związkowym Bawaria, w rejencji Dolna Frankonia, w regionie Würzburg, w powiecie Main-Spessart, wchodzi w skład wspólnoty administracyjnej Marktheidenfeld. Leży w Spessart, około 18 km na południowy zachód od Karlstadt, przy drodze B8.

## Dzielnice
W skład gminy wchodzą dwie dzielnice: 
- Erlenbach
- Tiefenthal

## Demografia
| Rok  | Liczba mieszk. |
| ---- | -------------- |
| 1970 | 1875           |
| 1987 | 2074           |
| 2000 | 2347           |
| 2005 | 2388           |

## Polityka
Wójtem jest Paul Diener (CSU). Rada gminy składa się z 14 członków:
|      | CSU | SPD-FWG | Wspólnota Wyborcza Tiefenthal | Razem     |
| 2002 | 6   | 5       | 3                             | 14 miejsc |

## Zabytki i atrakcje
- kościół parafialny pw. św. Burkharda z(St. Burkhard) z 1613
- Muzeum Wsi (Dorfmuseum)